# District de Milange
Le district de Milange est une subdivision administrative de la province de Zambézie au nord du Mozambique. Son chef-lieu est Milange. En 2007, sa population est de 515 029 habitants.

## Source de la traduction
- (it) Cet article est partiellement ou en totalité issu de l’article de Wikipédia en italien intitulé « Distretto di Milange » (voir la liste des auteurs).